# Joven recostada (François Boucher)
Joven recostada es una de las obras más representativas del pintor francés François Boucher.
Para su realización, posó la «joven amante» de Luis XV de Francia Marie-Louise O'Murphy, quien en ese momento tenía 14 años.
Está pintada al óleo sobre lienzo y sus dimensiones son de 59,5 x 73,5 cm. Se conserva en la actualidad en el Museo Wallraf-Richartz de Colonia (Alemania). Una versión muy similar (1752. Óleo sobre lienzo, 59 x 73 cm) se encuentra en la Pinacoteca Antigua de Múnich. Existen además numerosas réplicas, ejecutadas directamente por el propio Boucher.
Se considera una de las escenas más provocativas de toda la pintura francesa del siglo XVIII.

## Análisis de la obra e identidad de la modelo
engo un despacho particular que he querido enriquecer con cuatro obras de los más hábiles pintores de nuestra escuela. Ya he colocado un van Loo, un Boucher y un Pierre. ¿Le parece bien que cuelgue una obra suya? Como es muy pequeño y hace calor, no he querido más que desnudos. El cuadro de Challe representa a Antíope dormida. El de Boucher, a una joven tumbada sobre el vientre.

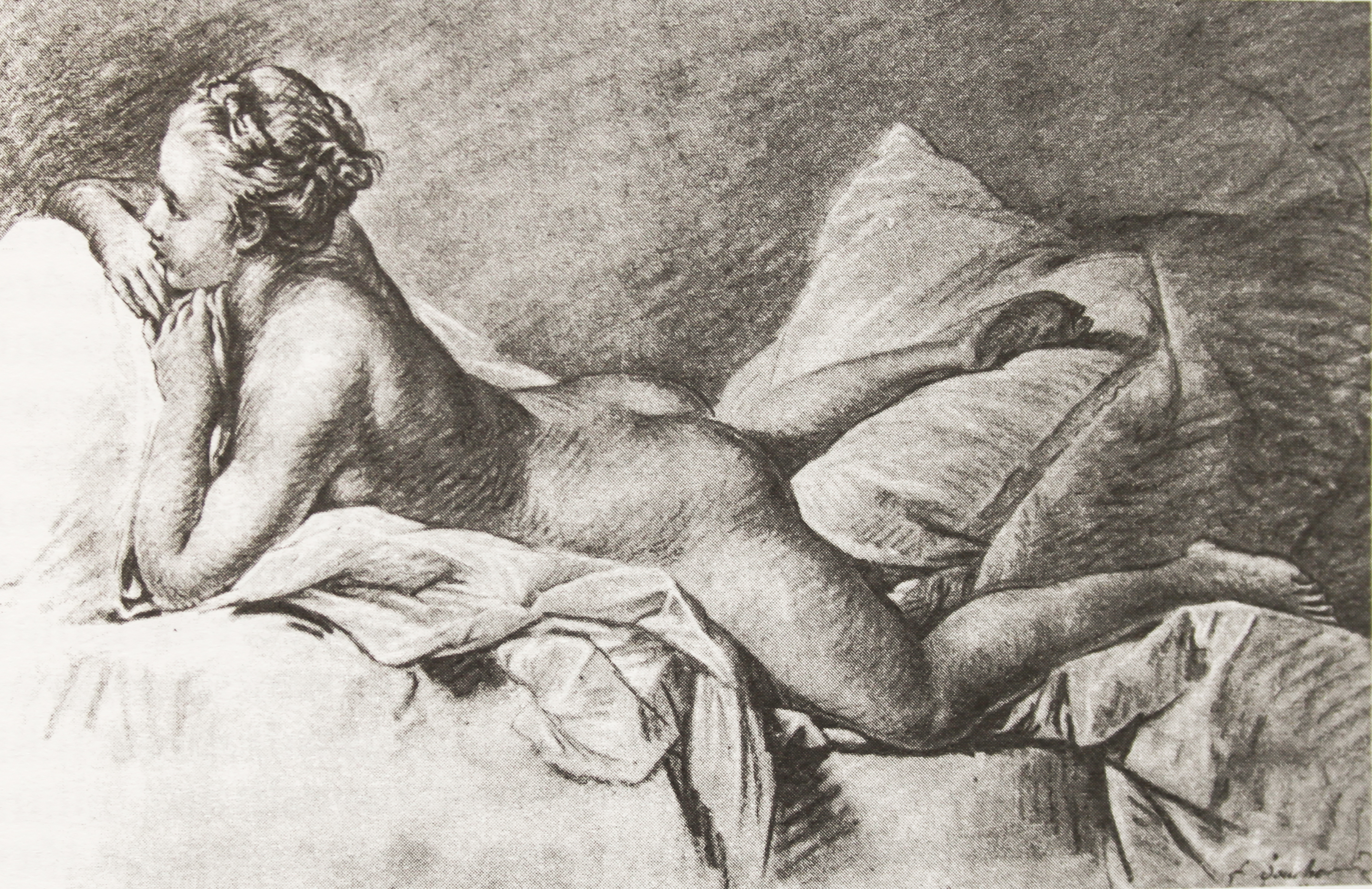
François Boucher. Joven recostada (estudio preparatorio). c. 1751. Carboncillo sobre papel.

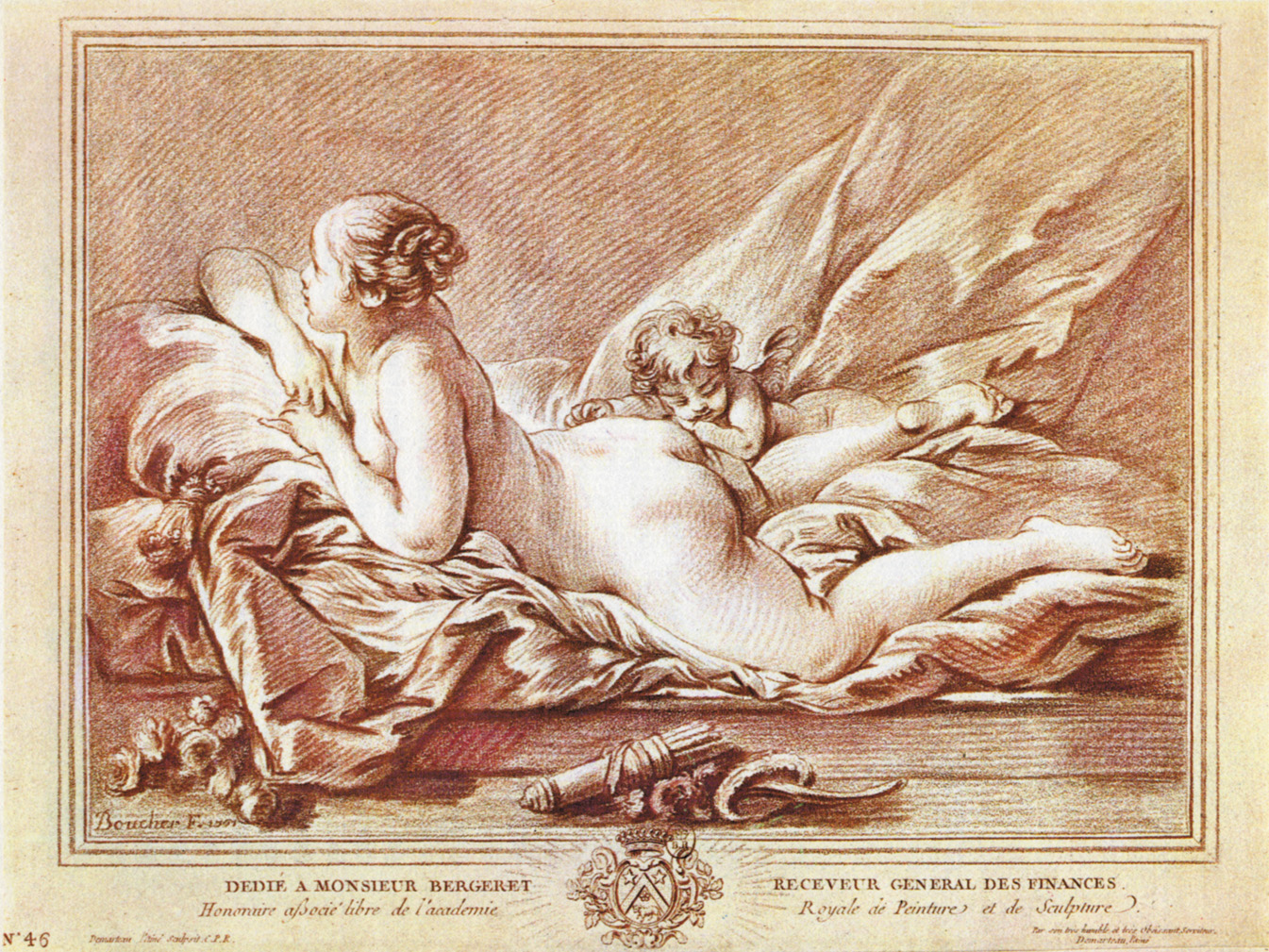
François Boucher. Leyenda en la base: DEDIÉ A MONSIEUR BERGERET RECEVEUR GENERAL DES FINANCES.

Carta del señor de Vandières al director de la Academia Francesa en Roma, Charles-Joseph Natoire; 19 de febrero de 1753. Publicada en 1900 por Anatole de Montaiglon y Jules Guiffrey. Correspondance des Directeurs de l'Académie de France à Rome avec les Surintendants des Bâtiments. París: X; pp. 438-439.

El cuadro representa a una joven totalmente desnuda, recostada boca abajo (quizá su edad inhibiera al artista de pintarla de frente) sobre un elegante diván de damasco amarillo, que mira con interés hacia la izquierda del espectador, en lo que parece un lujoso tocador palaciego. Aparece tumbada sobre el vientre, con las piernas entreabiertas, en una postura marcadamente erótica. Las líneas principales convergen en las nalgas, ubicadas casi en el centro de la composición, lo que acentúa la sensualidad del conjunto. Los bellos tonos rosados de las carnaciones, que contrastan intensamente con los blancos, amarillos y verdosos del resto de la obra, atraen la atención hacia la perfecta anatomía del cuerpo.
En cuanto a la identidad de la modelo, no cabe la menor duda de que, efectivamente, se trata de la joven de 14 años Marie-Louise O'Murphy, hija de Daniel O'Murphy y su esposa, Marguerite O'Hiquy, involucrados en constantes problemas con la Justicia.
En este orden de cosas, el 22 de mayo de 1752, el inspector de Policía Jean Meunier escribe en su diario:

[…] la pequeña Morfi [por O'Murphy], la cuarta hija y consecuentemente la más joven [sic], sirvió de modelo a Boucher, que la pintó desnuda. Le vendió más tarde el retrato al señor de Vandières, quien se lo mostró a Su Majestad. Este, al verlo, pensó que el pintor la había sacado mejor de lo que era; pero, al conocerla en persona, comprobó que incluso superaba al cuadro.

Manuscrito conservado en la Biblioteca del Arsenal, París: Bastille 10234; Journal de Meunier.